# Myrichthys
Genre
Myrichthys est un genre de poissons téléostéens serpentiformes de la famille des Ophichthidae.

## Caractéristiques
Contrairement aux apparences, ces animaux sont bien des poissons (proches des murènes), et pas des serpents. Ce genre de poissons n'est pas venimeux.

## Liste des espèces
Selon World Register of Marine Species (27 février 2014) et FishBase (27 février 2014) :
- Myrichthys aspetocheiros McCosker & Rosenblatt, 1993
- Myrichthys breviceps (Richardson, 1848)
- Myrichthys colubrinus (Boddaert, 1781)
- Myrichthys maculosus (Cuvier, 1816)
- Myrichthys magnificus (Abbott, 1860)
- Myrichthys ocellatus (Lesueur, 1825)
- Myrichthys paleracio McCosker & Allen, 2012
- Myrichthys pantostigmius Jordan & McGregor, 1898
- Myrichthys pardalis (Valenciennes, 1839)
- Myrichthys tigrinus Girard, 1859
- Myrichthys xysturus (Jordan & Gilbert, 1882)

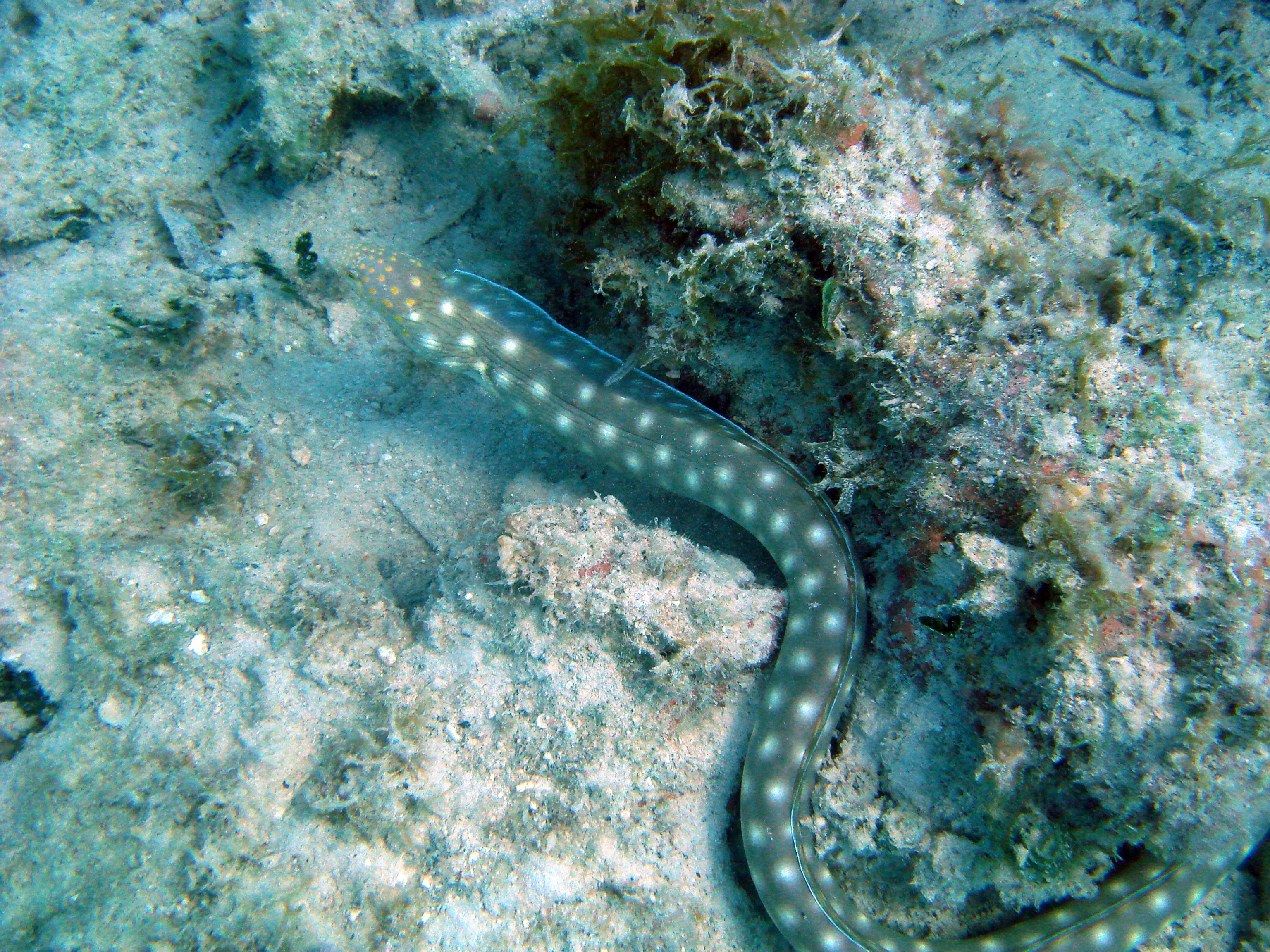
Myrichthys breviceps
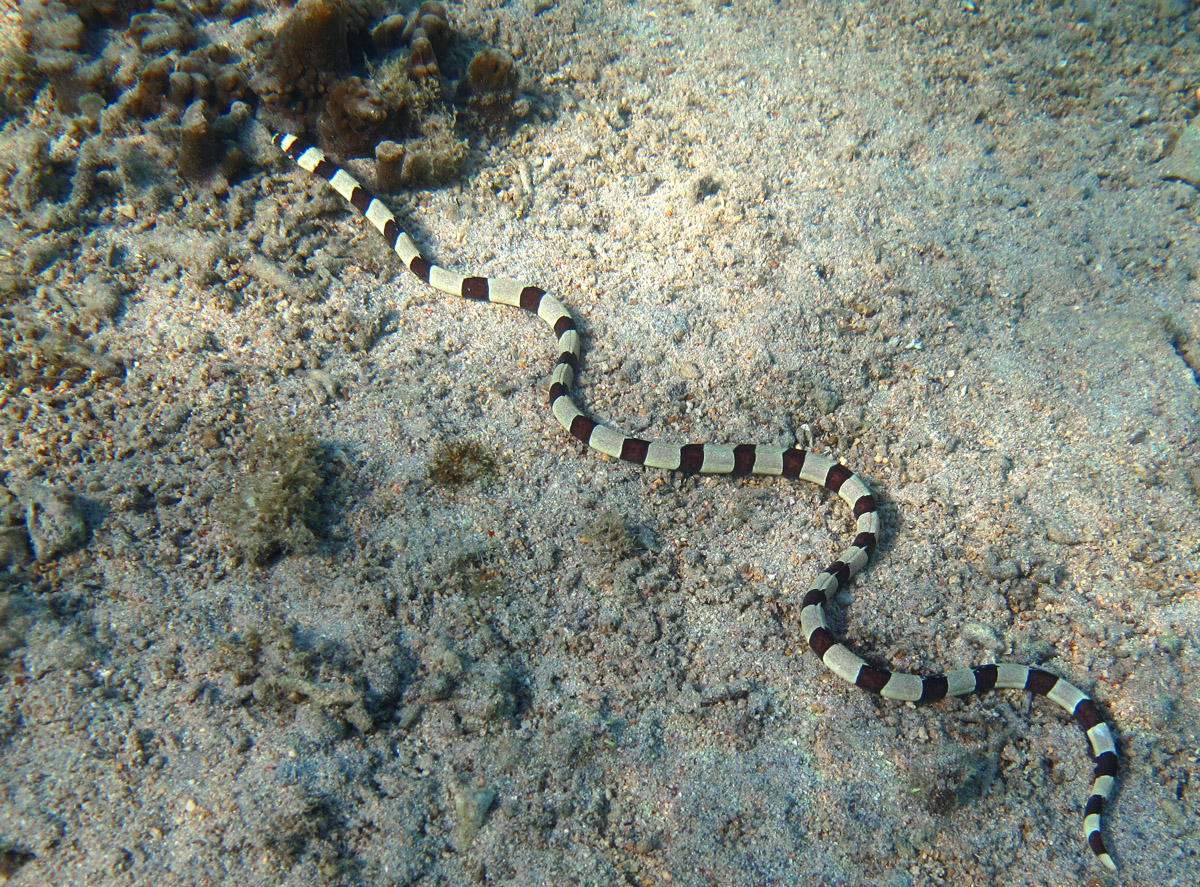
Myrichthys colubrinus
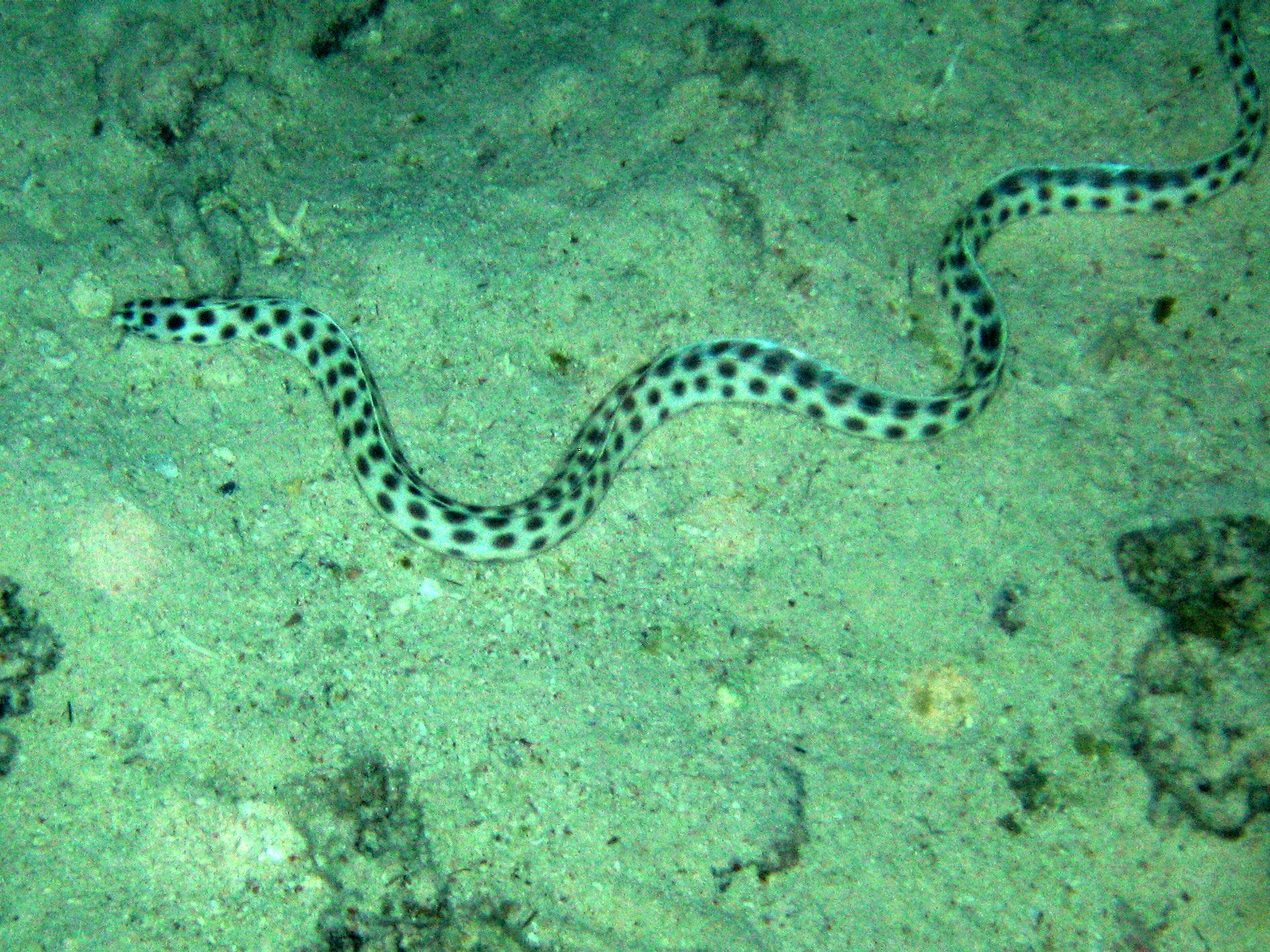
Myrichthys maculosus
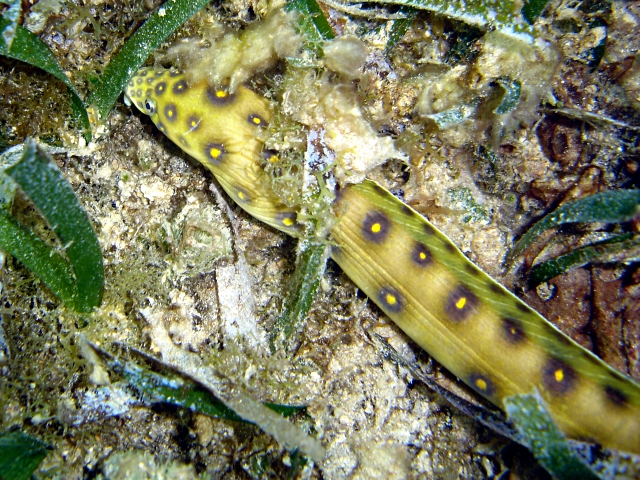
Myrichthys ocellatus
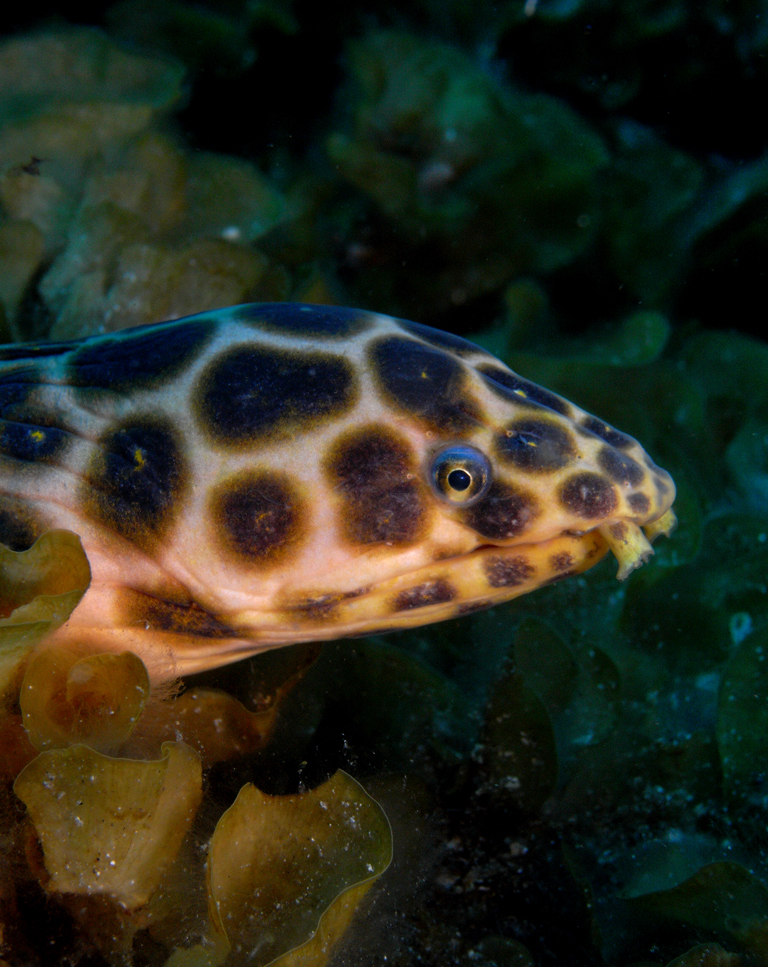
Myrichthys pardalis
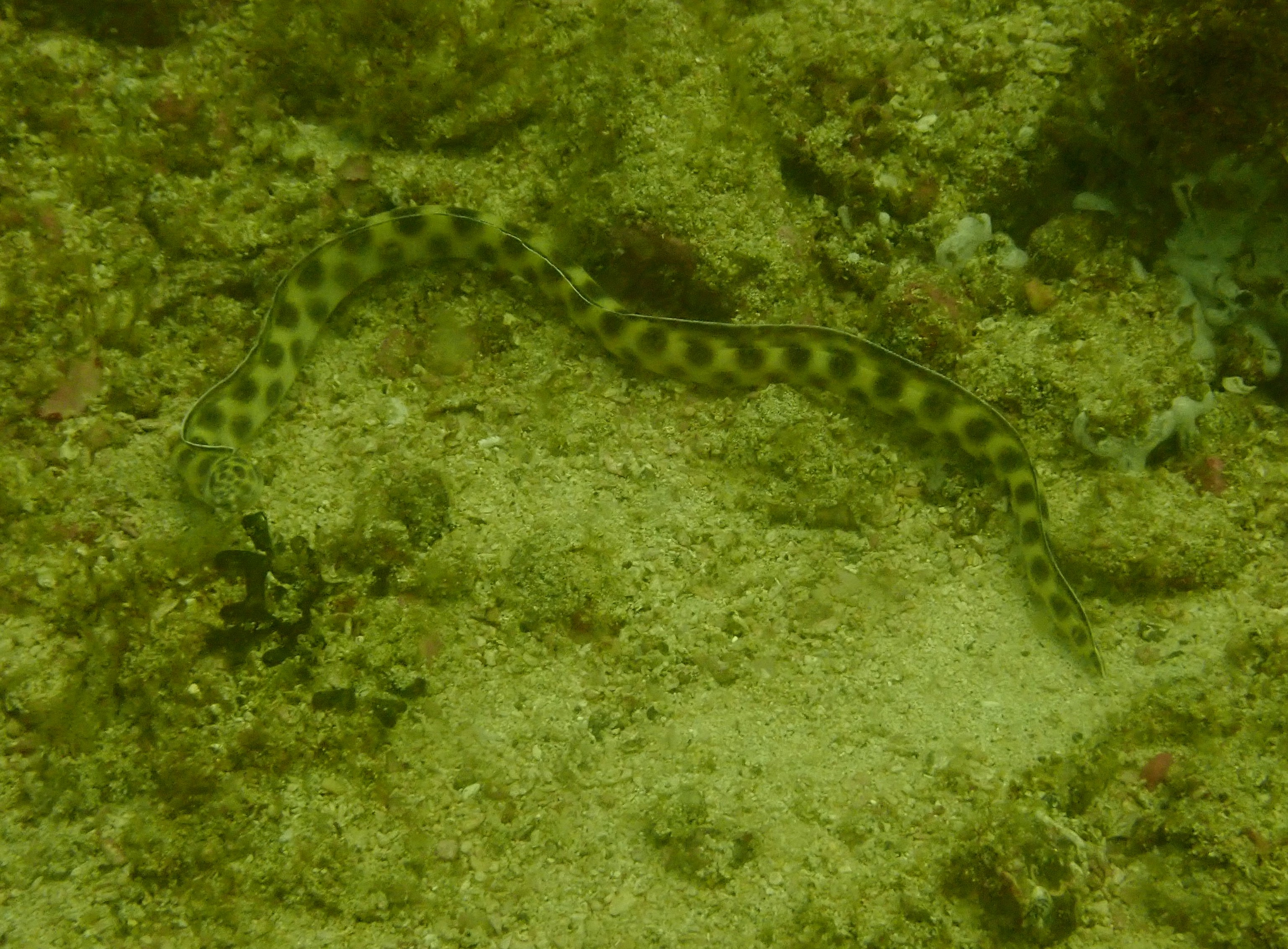
Myrichthys tigrinus